# Yongnuo
YONGNUO (кит. 永诺) — международная торговая марка производителя фотооборудования Shenzhen Yongnuo Photographic Equipment Co. Ltd. со штаб-квартирой в Китае. Компания разрабатывает и производит фотооборудование, в том числе вспышки, объективы, светодиодный видеосвет, радиосинхронизаторы, микрофоны, софтбоксы и другие аксессуары. В ассортименте есть мануальные и автофокусные объективы для камер Canon, Nikon, Sony, а также Olympus и Panasonic (M4/3).

## Фотовспышки
Компания выпускает вспышки для камер Canon и Nikon, аналогичные и совместимые с фирменными, иногда с улучшенными характеристиками (большее ведущее число, свой ёмкий аккумулятор). Ассортимент включает как полностью ручные, так и автоматические вспышки с TTL-замером, синхронизацией по радиоканалу или фотоловушке.

## Радиосинхронизаторы для вспышки
- RF603 II Для Canon/Nikon
- YN560-TX II Для Canon/Nikon/Sony
- YN560-TX PRO Для Canon/Nikon/Sony
- YN622 II Для Canon/Nikon
- YN32-TX Для Sony
- YN-E3-RT II Для Canon

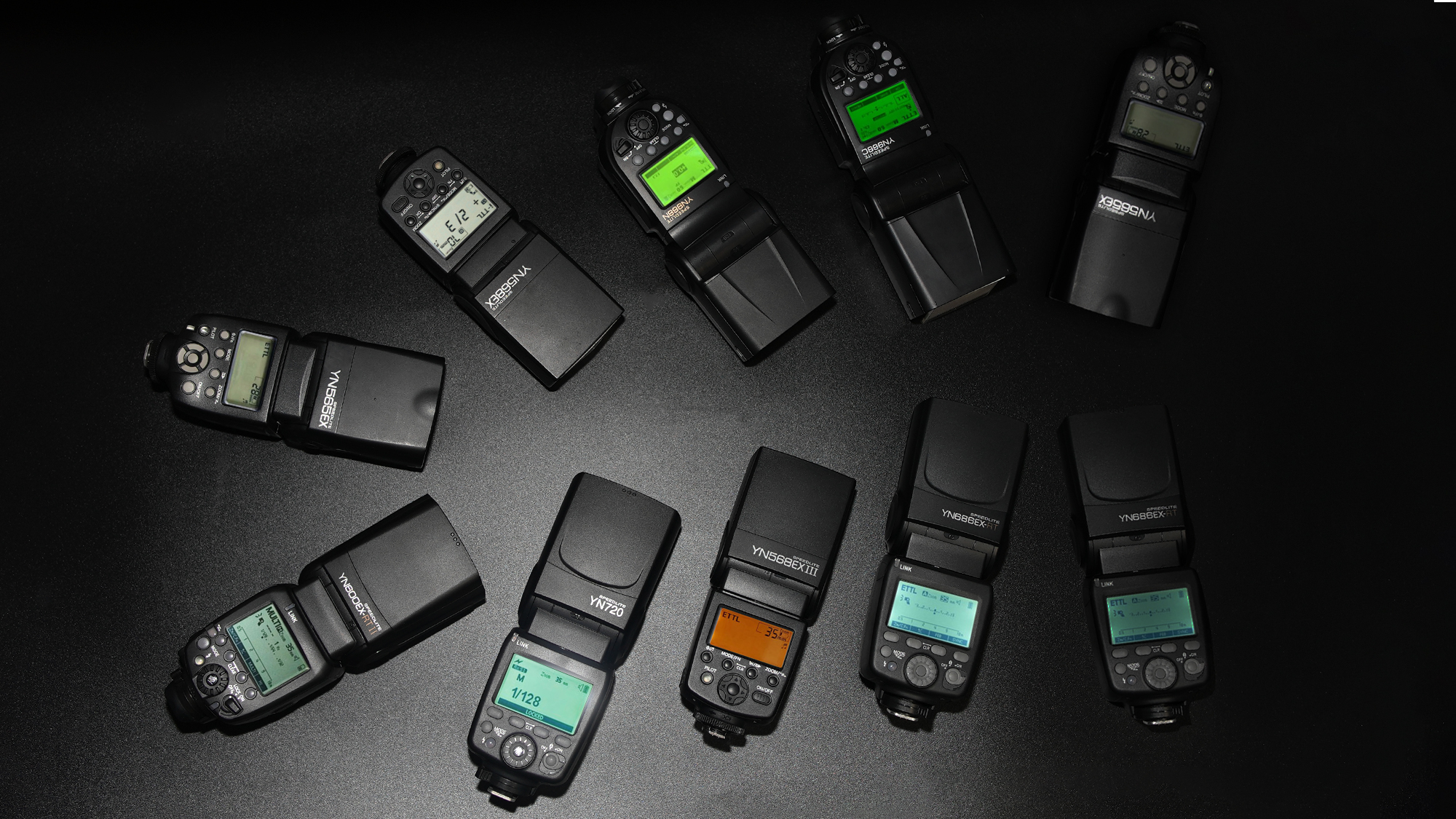
Фотовспышки
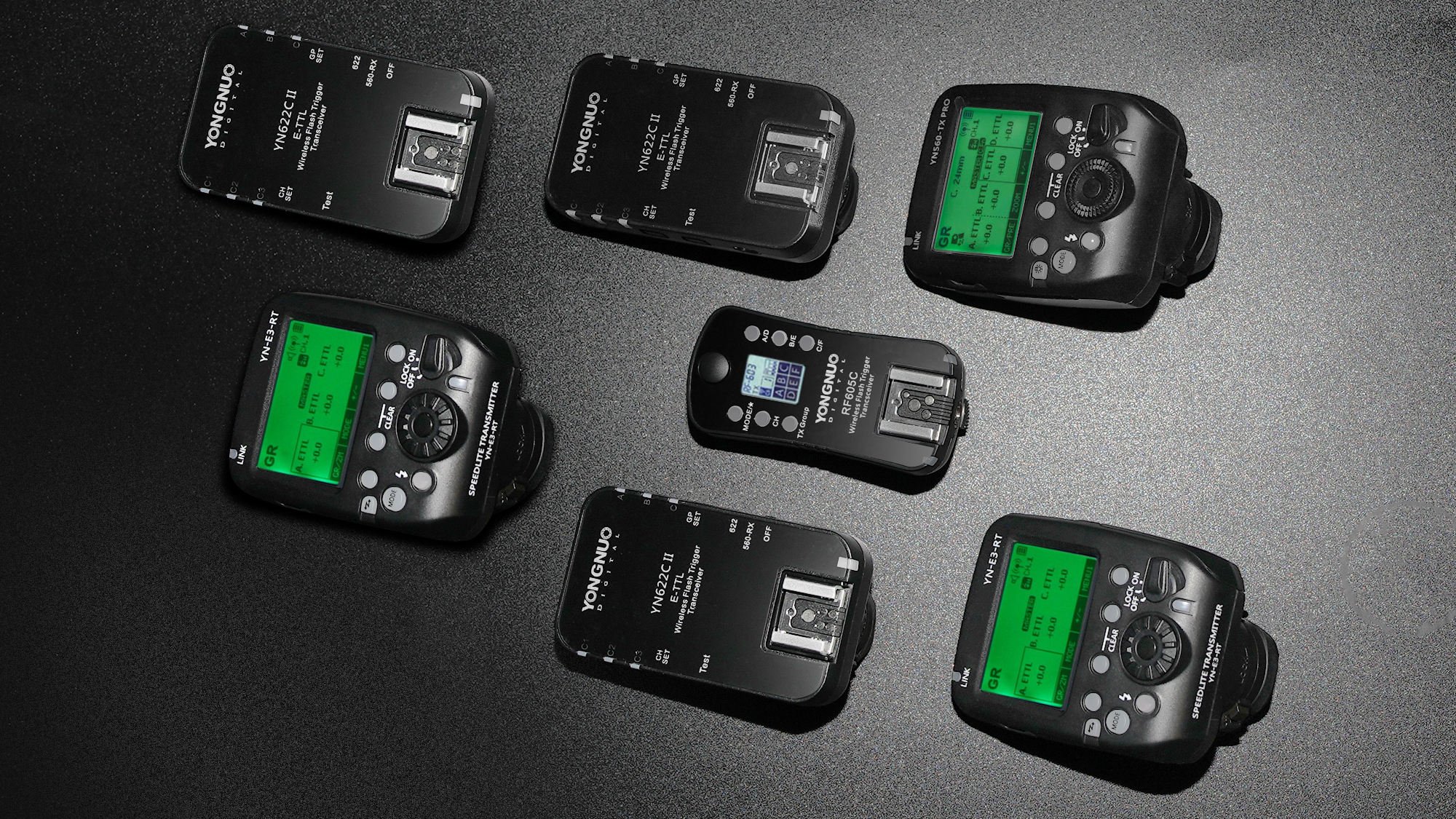
Радиосинхронизаторы
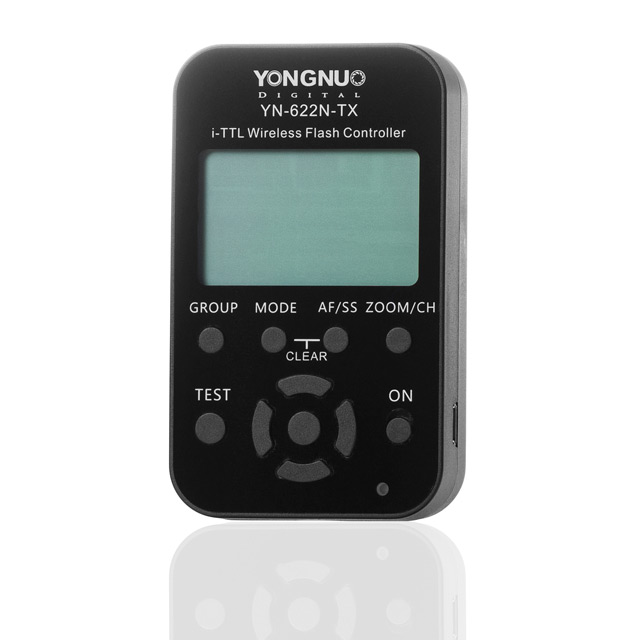
Радиосинхронизатор Yongnuo YN-622

## Беззеркальные камеры
YN450 была выпущена только для китайского рынка в 2019 году с байонетом Canon EF. Камера оснащена 16 Мп MFT матрицей, работает на процессоре Snapdragon 621 и Android 7.1. В 2020 году вышла улучшенная версия — YN450M со стандартным для Микро 4:3 креплением.

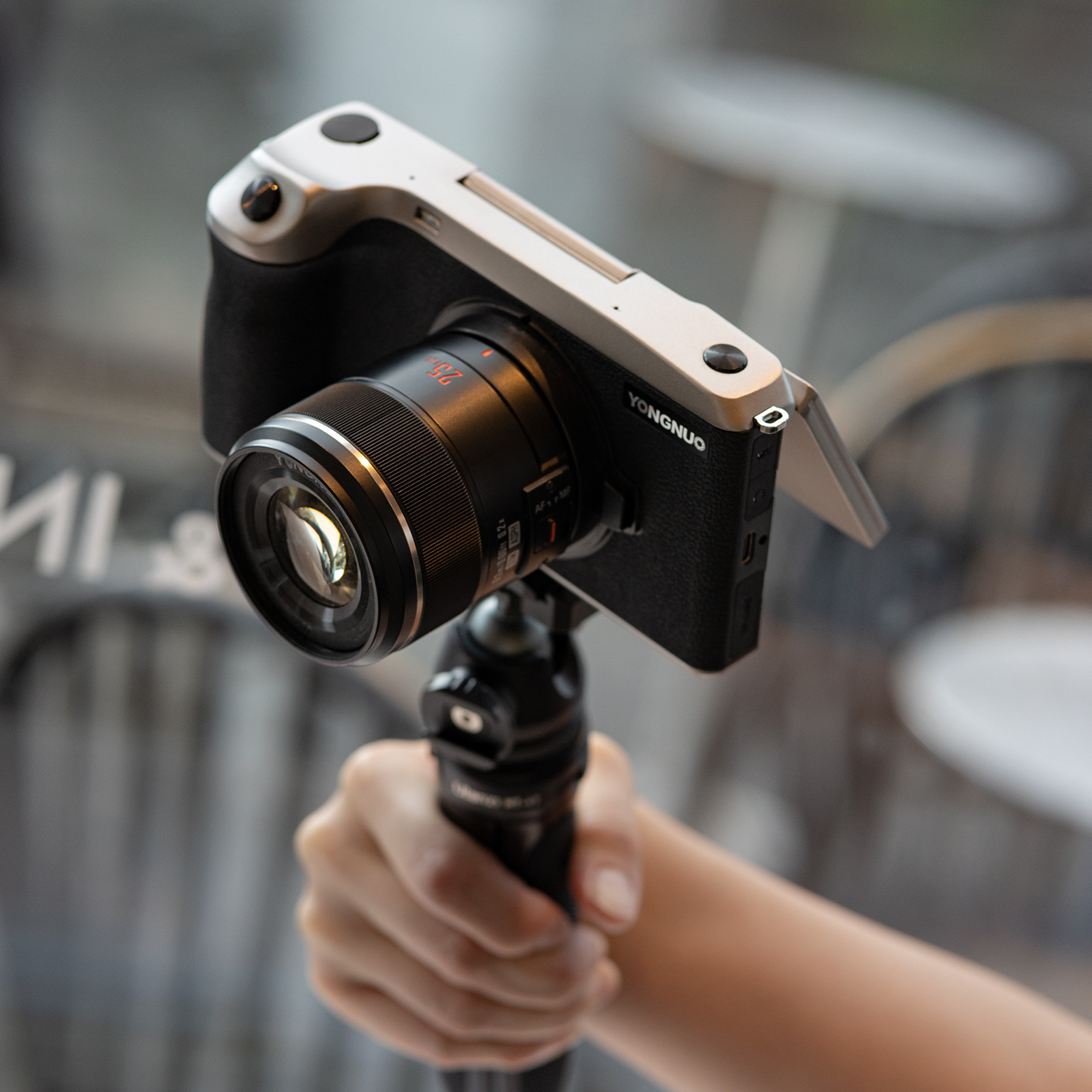
Yongnuo YN455

В 2021 году YONGNUO выпустила версию YN455 с 20-мегапиксельной матрицей Микро 4:3, выступающей рукояткой и наклонным экраном. А в обновленной модели 2022 года была улучшена скорость фокусировки при видеосъёмке и уменьшена минимальная дистанция фокусировки. Камера имеет 6 GB оперативной памяти и 64 GB встроенной и работает на Qualcomm Snapdragon 660 ОС и Android 10, поддерживает Wi-Fi 2,4 и 5 ГГц, Bluetooth 5.0 и 4G. Есть GPS-приёмник и порты USB-C для зарядки аккумулятора ёмкостью 4400 мА·ч и подключения других устройств. Управление осуществляется с помощью наклоняющегося 5-дюймового сенсорного дисплея. Также есть небольшая светодиодная вспышка и разъёмы для микрофона и наушников. Поставляется с одним из объективов: Yongnuo 25 мм F/1.7 или 42,5 мм F/1,7.

## Фикс-объективы
Объективы Yongnuo поддерживают 6 основных байонетов: Canon EF, Canon RF, Sony E, Nikon F, Nikon Z, M4/3.

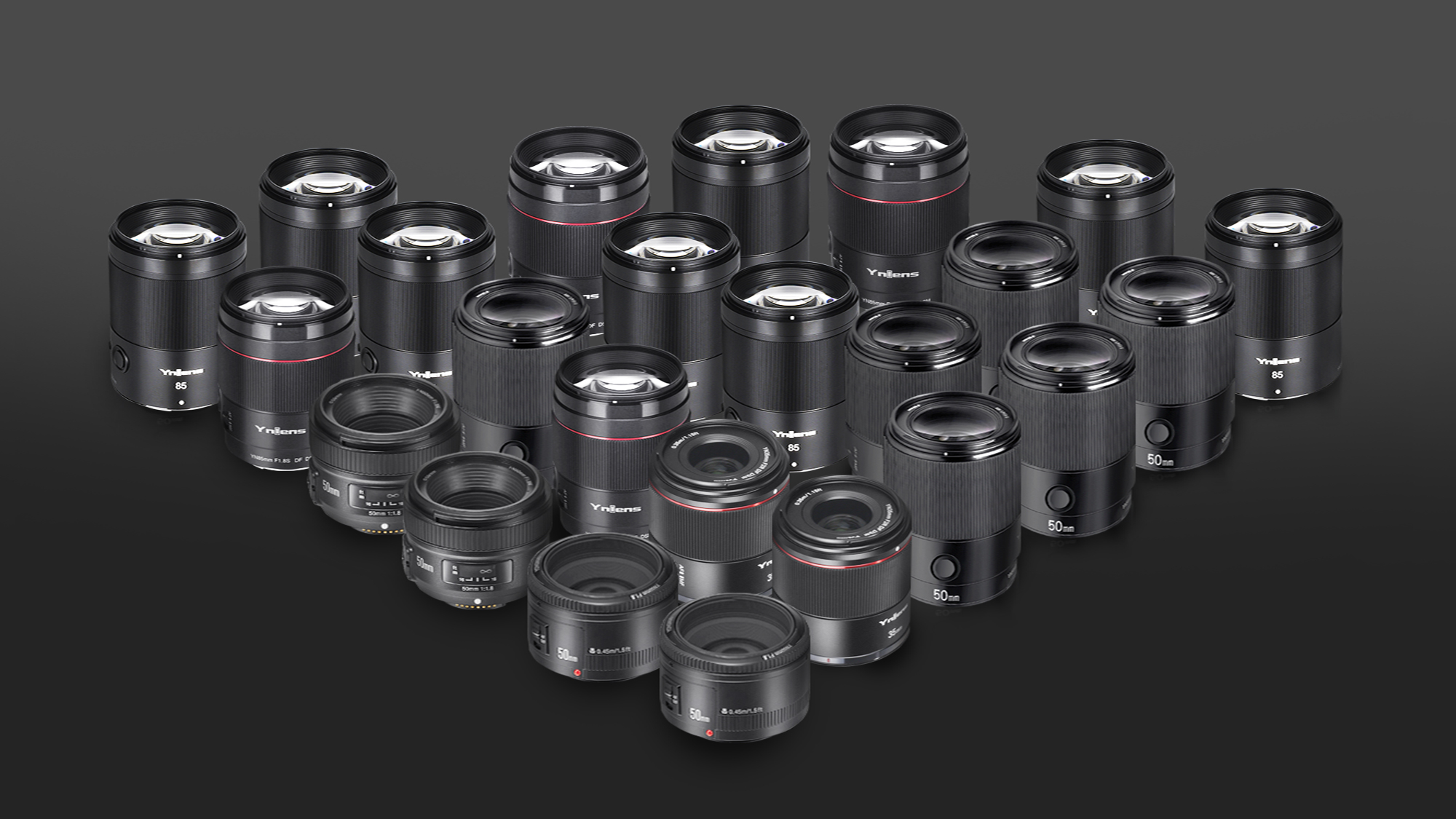
Объективы

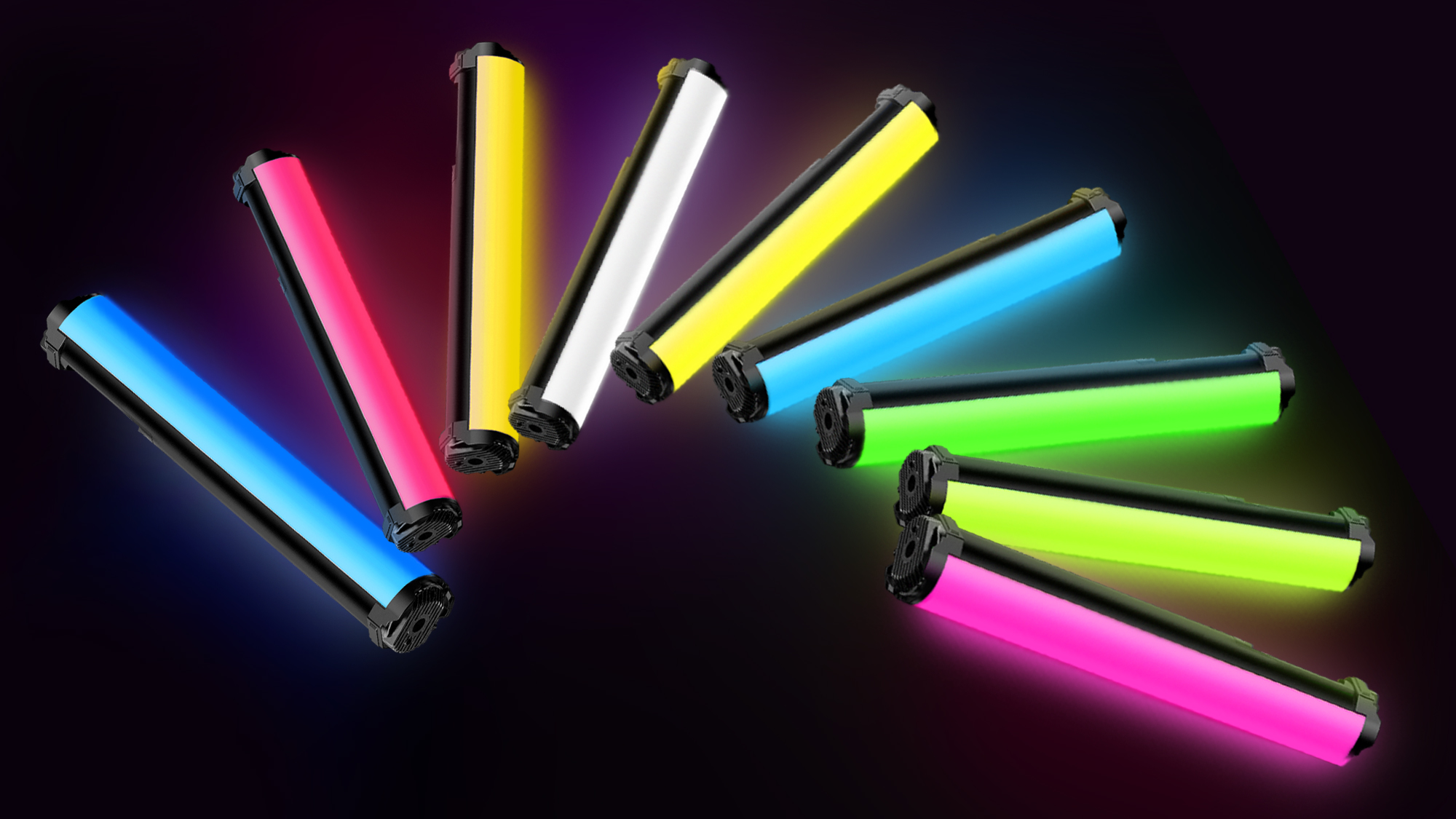
Светодиодный видеосвет

### Canon EF
- YN14mm F2.8
- YN35mm F1.4
- YN35mm F1.4C DF UWM
- YN35mm F2
- YN40mm F2.8
- YN50mm F1.4
- YN50mm F1.8
- YN50mm F1.8 II
- YN60mm F2 MF
- YN85mm F1.8
- YN100mm F2

### Canon RF
- YN35mm F2R DF DSM
- YN85mm F1.8R DF DSM
- Для Sony E
- YN16mm F1.8S DA DSM (APS-C)
- YN35mm F2S DF DSM
- YN50mm F1.8S DA DSM (APS-C)
- YN50mm F1.8S DF DSM
- YN85mm F1.8S DF DSM
- 85F1.8S DF DSM

### Nikon F
- YN14mm F2.8N
- YN35mm F2N
- YN40mm F2.8N
- YN50mm 1.4N E
- YN50mm F1.8N
- YN60mm F2NE MF
- YN85mm F1.8N
- YN100mm F2N

### Nikon Z
- YN35mm F2Z DF DSM
- YN50mm F1.8Z DF DSM
- YN85mm F1.8Z DF DSM

### M4/3
- YN25mm F1.7M
- YN42.5mm F1.7M II